# 제24회 부산독립영화제
제24회 부산독립영화제는 2022년 11월 17일에 열린 시상식이다.

## 수상 및 후보

### 대상
- 다섯 번째 방 - 전찬영 수상

### 심사위원 특별상
- 강을 건너는 사람들 - 이남영 수상
- 꽝 - 유소영 수상

### 부산영화평론가상
- 기행 - 이하람 수상

### 관객심사단상
- 다섯 번째 방 - 전찬영 수상

### 최우수연기상
- 정순 - 김금순 수상
- 정순 - 윤금선아 수상

### 기술창의상
- 약구르트 - 임연이 수상

### 메이드 인 부산
- 승우 - 이해솔
- 약구르트 - 박범진
- 강을 건너는 사람들 - 이남영
- 꽝 - 유소영
- 희비 - 이나래
- 새집 - 이준상
- 파도가 지나가고 - 류도현
- 박문수씨의 기일 - 이아진
- 30세_남_이청대_연기영상.mp4 - 서한솔
- 벼랑에 핀 꽃 - 김종한
- 너에게 닿기를 - 손호목
- 정순 - 정지혜
- 다섯 번째 방 - 전찬영
- 기행 - 이하람

### 딥포커스
- 미국의 바람과 불 - 김경만
- 지나가는 사람들 - 김경만
- 돌들이 말할 때까지 - 김경만
- 광화문의 어떤 하루 - 김경만
- 삐 소리가 울리면 - 김경만
- 바보는 감기에 걸리지 않는다 - 김경만
- 하지 말아야 될 것들 - 김경만
- 각하의 만수무강 - 김경만
- 골리앗의 구조 - 김경만
- 시간의 소멸 - 김경만

### 로컬투로컬
- 내가 누워있을 때 - 최정문
- 멜팅 아이스크림 - 홍진훤
- 유니버스 - 원태웅
- 흐르다 - 김현정
- 엄마의 땅 - 박재범
- 매일의 기도 - 김규민
- 트위스트 - 강화원
- 어떤 곳을 중심으로 하여 가까운 곳 - 장윤미
- 연기연습 - 이경호 외 1명
- 호수 - 박소현

### 스펙트럼 부산 리와인드
- 마녀 - 홍성훈
- 로 - 김정남
- 미싱 - 손승웅
- 면회 - 안현준

### 스펙트럼 부산
- 초월 - 김지곤
- 여기, 나의 정원 - 김지곤
- 검치호 - 이강욱
- 뼈 - 신나리
- 유령의 해 - 오민욱
- 페이퍼맨 - 기모태
- 길고 재미없는 영화가 끝나갈 때 - 윤지혜
- 꿈을 꾸었다고 말했다 - 지준혁
- 마지막 점심 - 임병호
- 잘 모르는 날 - 이승은

### 포럼
- 마녀들의 카니발 - 박지선
- 전설의 여공 : 시다에서 언니되다 - 박지선
- 다섯 번째 방 - 전찬영
- 강을 건너는 사람들 - 이남영
- 정순 - 정지혜
- 길고 재미없는 영화가 끝나갈 때 - 윤지혜